# Lomme Driessens
Guillaume (Lomme) Driessens (Peutie, 4 mei 1912 - Vilvoorde, 15 juni 2006) was een Belgisch wielrenner en ploegleider.
Driessens werd na enkele successen in de jeugdcategorieën prof in 1932. Hij behaalde in zijn debuutjaar een 3e plaats in de GP van Vilvoorde. In 1933 werd hij echter opgeroepen om zijn legerdienst te doen. Een jaar later was hij 25 kg aangekomen, waardoor een comeback in het peloton jammerlijk mislukte. Hij bleef echter actief in het wielermilieu, oorspronkelijk als masseur en verzorger van Fausto Coppi. Daarna werd hij een van de meest succesvolle ploegleiders in de geschiedenis van de wielersport. Zeven keer won een van zijn renners de Ronde van Frankrijk en even vaak de wereldtitel. Bekende renners die hij onder zijn hoede had, waren onder anderen Eddy Merckx, Rik Van Steenbergen, Rik Van Looy, Freddy Maertens, Michel Pollentier, Jef en Willy Planckaert en de Nederlanders Peter Post, Wim van Est en Wout Wagtmans. 
Driessens was ploegleider van 1947 tot 1984. Daarna werkte hij nog een paar jaar als adviseur. Hij stond bekend als een kleurrijk figuur, die alles voor zijn renners overhad. 
Lomme Driessens raakte in 2000 zwaargewond toen zijn auto in Boortmeerbeek in botsing kwam met een vrachtwagen. In mei 2006 kwam hij opnieuw in het ziekenhuis terecht na een val. Hij leed ook al een tijd aan een longontsteking. Hij overleed op 94-jarige leeftijd in een ziekenhuis in Vilvoorde. 
Op het pleintje voor de gemeentelijke sporthal van Boortmeerbeek staat een borstbeeld van Driessens.

## Ploegen (voornaamste renners)
- 1947-53 Garin (Middelkamp, Ockers, Wagtmans)
- 1954 Touring-Pirelli (Van Looy)
- 1955 Van Hauwaert-Maes (Van Looy)
- 1956-62 Faema (Schotte, Van Looy, Impanis)
- 1963 GBC-Libertas (Van Looy)
- 1964-65 Flandria-Romeo (Foré, Post)
- 1966-68 Romemo-Smiths (Walter Planckaert)
- 1969-70 Faema (Merckx, Sercu)
- 1971 Molteni (Merckx)
- 1972-75 Flandria (teams rond De Vlaeminck en Leman)
- 1976-77 Flandria (Maertens, Kelly)
- 1979-83 Boule d'Or (Maertens, Sergeant)
- 1984 Kwantum Hallen-Yoko (Raas, Kuiper, Adrie van der Poel)